# Cholchol
Cholchol, ook wel Chol Chol, is een gemeente in de Chileense provincie Cautín in de regio Araucanía. Cholchol telde 11.611 inwoners in 2017 en heeft een oppervlakte van 428 km². De gemeente werd in 2004 afgesplitst van Nueva Imperial.